# Crljenik
Crljenik est un village de la municipalité de Stankovci (Comitat de Zadar) en Croatie. Au recensement de 2011, le village comptait 130 habitants.